# 딥 하우스
딥 하우스(deep house)는 1980년대에 시작된 일렉트로닉 하우스 음악의 하위 장르이며, 처음에는 시카고 하우스와 1980년대 재즈 펑크나 소울 음악의 접촉으로 인한 퓨전 장르였다. 그 기원은 1984년 Larry Heard의 트랙 "사랑의 미스터리"에 기인한다.

## 특징
딥 하우스는 전형적으로 110에서 125의 BPM이 특징이다. 조용한 베이스라인, 퍼커션(타악기)의 넓은 사용(전형적으로 롤랜드 TR-909 드럼 머신을 사용한다.),부드러운 키보드 소리, 진보된 코드 구조, 앰비언트 믹스, 그리고 소울풀한 여성 보컬. 가사는 긍정적이거나 외로운 현대 블루스 가사를 사용한다. 딥 하우스에서 종종 버림받은 하우스 음악의 새로운 형태로서의 보컬의 사용이 지속된다. 하지만 2019년 이런 차이점은 크게 사라졌다.

## 같이 보기
- 전자 음악 장르 목록